# 九斿二
波江座μ，又名BD-03 876，HD 30211、SAO 131468、HR 1520，是波江座的一颗恒星，视星等为4.02，位于銀經200.53，銀緯-29.34，其B1900.0坐标为赤經4h 40m 30s，赤緯-3° -29.34′ 16″。